# 毛魯馬山
16°38′56″S 70°00′08″W / 16.64889°S 70.00222°W
毛魯馬山（Mawruma），是秘魯的山峰，位於該國南部莫克瓜大區和普諾大區，由卡魯馬斯區和聖羅薩區負責管轄，屬於安地斯山脈的一部分，海拔高度5,242米。